# دارة الفنون

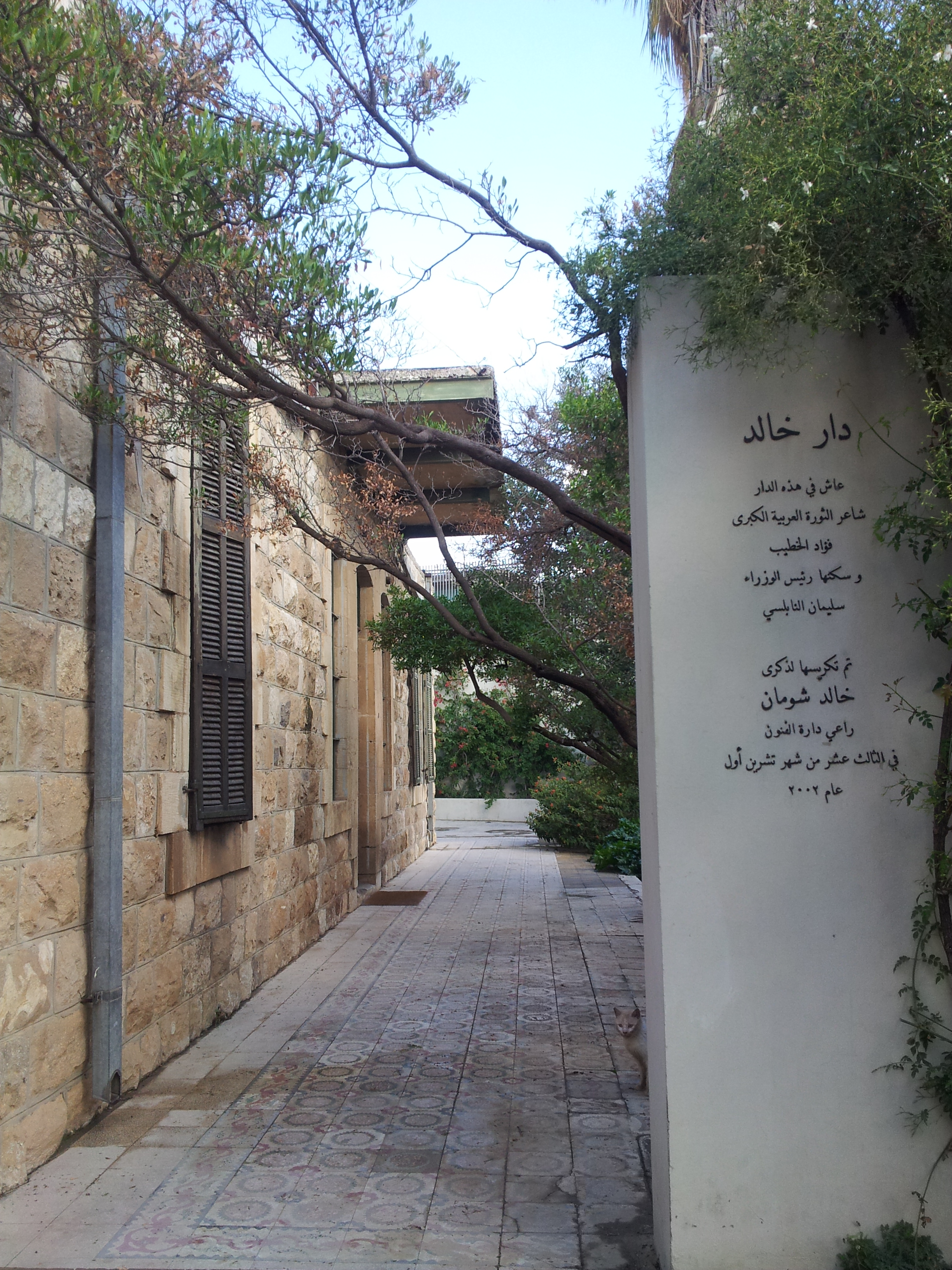

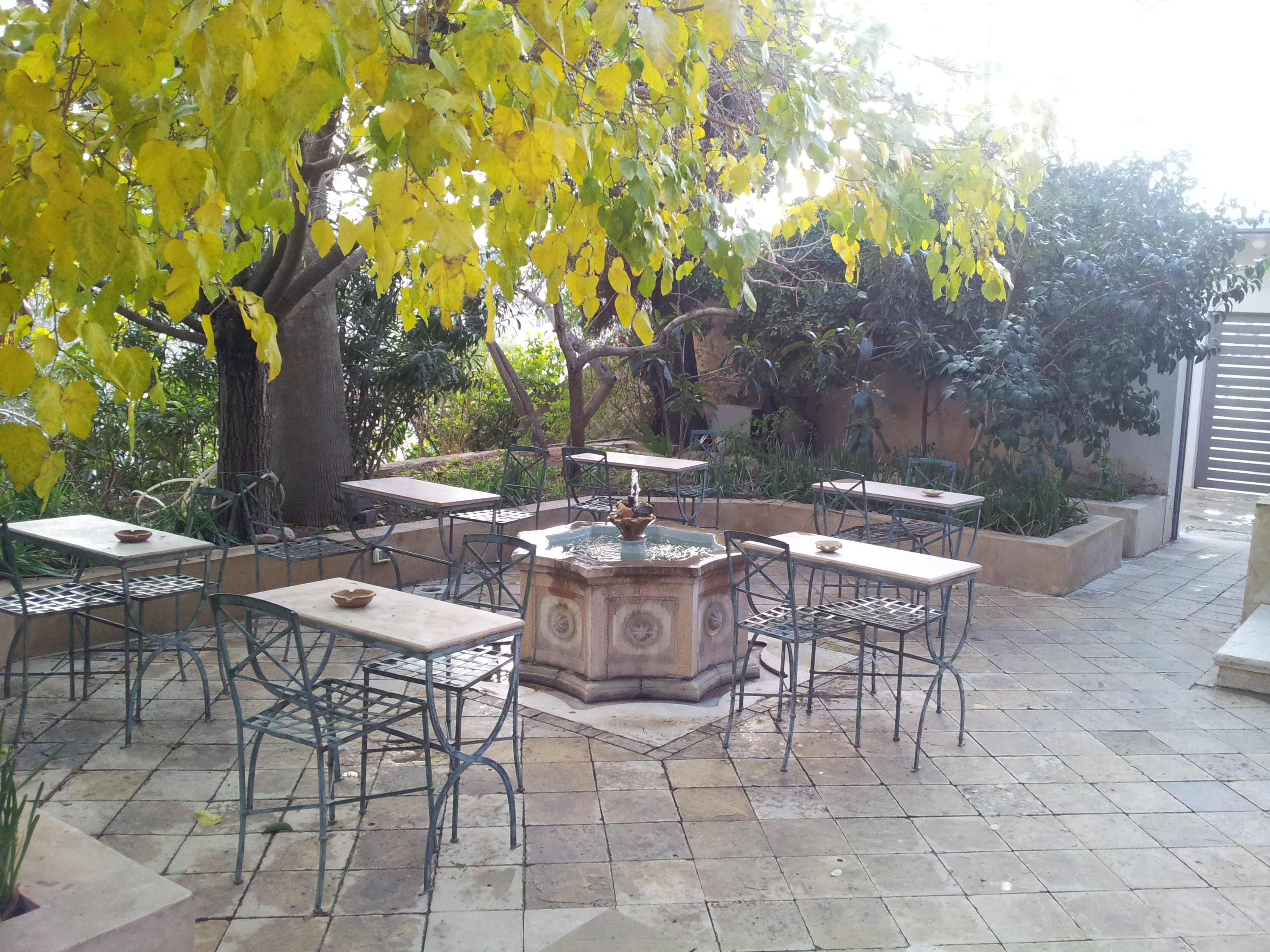

دارة الفنون من أبرز المعالم الثقافية في مدينة عمّان. وتقع في جبل اللويبدة. ودارة الفنون بيت فني أسسته مؤسسة عبد الحميد شومان سنة 1993م.

## بناء الدارة
تتكون الدارة من ثلاثة مبان تراثية مقامة فوق آثار بيزنطية قديمة، وتعود ملكية هذه المنازل لأسر أردنية عريقة استطاعت مؤسسة عبد الحميد شومان استملاكها والمحافظة على طابعها المعماري وتحويلها إلى مركز فني يخدم الفنانين العرب.
المبنى الرئيسي للدارة كان مقراً سابقاً لقائد بريطاني في الجيش العربي وذلك حتى عام 1938م، وتطل شرفة هذا المبنى على قرية شركسية صغيرة، وقد ذكرها لورنس العرب في مذكراته.
وقد أعيد ترميم بناء المبنى الرئيسي، وحوّلت غرفه إلى ثلاث قاعات عرض تتصل كل منها بالأخرى، واستفاد من أسقفها العالية في إضاءة القاعات طبيعياً خلال فترة النهار، كما أضيف إلى هذا المبنى قاعة مكتبة مزودة بأحدث الكتب الفنية وباللغتين العربية والإنجليزية، ومكتبة للأفلام.
أما المبنى الثاني للدارة، فهو مبنى تراثي أيضاً، وسكنه إسماعيل عبدو الحاكم الأسبق لمدينة عكا. وقد خصص غرفها للمكاتب الإدارية، مع الاستفادة منه في إقامة المعارض. كما أضيفت للمبنى لاحقاً حديقة صغيرة صمّمت على الطراز الشركسي لتتناغم مع الطراز المعماري للمبنى.
والمبنى الثالث فقد كان سكناً للشاعر فؤاد الخطيب والذي كان يعمل في ديوان الأمير عبد الله الأول بن الحسين في مرحلة إمارة الأردن، ثم أصبح في الخمسينات من القرن العشرين سكناً لسليمان النابلسي أحد رؤساء الوزارات آنذاك. وقد أعيد ترميم المبنى الثالث وتهيئته لاستضافة زوار الدارة من الفنانين، وتوفير أماكن عمل لإبداعاتهم.
كما أن هناك حديقة جنوبية يمكن الوصول إليها عن طريق درج، وتقع أسفل المبنى الإداري ( المبنى الثاني)، والتي تضم آثاراً لكنيسة بيزنطية قديمة تعود للقرن السادس للميلاد. وقد تم مؤخراً الكشف عن بقايا أرضية من الفسيفساء وقطع فنية أثرية في الموقع؛ وهي الآن معروضة في إحدى غرف دارة الفنون.

## نشاطات الدارة
في قاعات دارة الفنون، يقام معرض دائم على مدار السنة، والذي يضم أعمالاً معارة لما يزيد على 50 فناناً عربياً وتُجدّد بشمل دوري؛ بالإضافة إلى ذلك تقوم الدارة باستضافة فنانين عرب لعرض تجاربهم الإبداعية.
كما تقوم الدارة بإعداد برنامج شهري لأنشطتها، والتي تشمل المحاضرات والموسيقى والشعر والفنون المسرحية وعروض الأفلام، والتي تقام إما في قاعات الدارة أو في الهواء الطلق ( سواء أكان ذلك في الحديقة الصغيرة أو الحديقة الجنوبية).
كما هيأت الدارة مشاغل فنية حرة لممارسة الأعمال الفنية بمختلف أنواعها، كما تقوم بعقد دورات متخصصة بإشراف فنانين عالميين.
كما تقوم الدارة أيضاً بنشر عدد من المطبوعات المتعلقة بالفنون البصرية والتشكيلية.